# Vatanım Sensin
Vatanım Sensin (titulada como Mi Vida eres Tú en Argentina e Hispanoamérica, Eres mi vida en Chile, Te amaré por siempre en Perú y Paraguay y como Mi patria eres tú en México) es una serie turca producida por O3 Medya sobre los años finales de la Primera Guerra Mundial en el Frente Oriental y la Guerra del Asia Menor, a partir de la ocupación de Esmirna, y los hechos y consecuencias a partir del Tratado de Sèvres dirigida por los realizadores Yagmur Taylan, Durul Taylan  y Burak Arlıel, y escrita por los dramaturgos Necati Şahin, Nuran Evren Şit, Nergis Otluoğlu Akoğlu, Ali Aydın, Uygar Şirin, Melih Özyılmaz, Melek Seven y Deniz Gürlek. 
La serie es protagonizada por Bergüzar Korel, Halit Ergenç, Miray Daner, Boran Kuzum y Levent Can en los papeles principales. Está basada además en la historia de Mustafa Mümin Aksoy, quien entre los años 1914 a 1923, tuvo un papel decisivo en la Guerra del Asia Menor y en las guerras de la independencia turca como agente encubierto.
El primer episodio fue estrenado y exhibido por primera vez por la cadena Kanal D el 16 de octubre de 2016.

## Trama
Hacia el final de la Primera Guerra Mundial en el frente oriental, Cevdet, renuncia a su puesto de coronel del ejército otomano en Tesalónica por amor a su esposa Azize y a sus hijos Ali Kemal, Yildiz y Hilal. Sin embargo, Tevfik, un ambicioso coronel del ejército, persuade a Cedvet a volver a la vida militar en favor de la causa independista turca liderada por Mustafá Kemal Pasha, a cambio de infiltrarse en los círculos militares griegos. 
La guerra por la independencia turca revoluciona la vida de Azize y de sus tres hijos, especialmente de Hilal y Yildiz quienes se hacen parte activa de la insurgencia, situación que tensiona a Cevdet, quien sin embargo, y de manera astuta, cumple con la misión encomendada.

## Reparto
| Personaje                | Intérprete (Actor/Actriz) | Episodios | Descripción |
| ------------------------ | ------------------------- | --------- | --- |
| Cevdet                   | Halit Ergenç              | 1-59      | Personaje principal. Devoto patriota, y fiel padre de familia, se infiltra en los círculos militares del Ejército Griego y sus aliados en el Frente de Europa Oriental.                                                                          |
| Azize / Ayşe Bacı        | Bergüzar Korel            | 1-59      | Personaje principal. Esposa de Cedvet. |
| Yakup                    | Fatih Artman              | 14-59     | Soldado y agente infiltrado de las fuerzas de Mustafá Kemal. |
| Hilal                    | Miray Daner               | 1-59      | Hija menor de Cevdet y Azize |
| Yıldız                   | Pınar Deniz               | 1-59      | Hija mayor de Cedvet y Azize |
| İsmet Paşa               | Ahmet Saraçoğlu           | 39-59     | Comandante de las Potencias Centrales del Frente de Europa Oriental, Comandante de la Primera batalla de İnönü (febrero de 1921) y de la Segunda batalla de İnönü (marzo a abril de 1921). Transmite las órdenes de Mustafa Kemal Paşa a Cedvet. |
| Makbule                  | Jale Aylanç               | 15-59     | La madre de Haydar. Su otro hijo murió en Çanakkale. |
| Leon                     | Boran Kuzum               | 1-59      | Hijo de Vasili y novio de Hilal. |
| General Filipos          | Levent Can                | 32-59     | Villano principal y antagonista de Cevdet. Comandante en jefe del ejército griego. |
| Aleksi                   | Berker Güven              | 32-57     | Primo de León. |
| Hasibe Ana               | Celile Toyon              | 1-53      | Madre de Cedvet. |
| William Charles Hamilton | Okan Yalabık              | 18-47     | Emisario del Imperio Británico. |
| Dağıstanlı               | Ufuk Bayraktar            | 32-45     | Personaje influyente en Esmirna. |
| Seher                    | Şükran Ovalı              | 32-45     | Personaje secundario. |
| Tevfik / Yanık Efe       | Onur Saylak               | 1-42      | Un ambicioso militar. |
| Mehmet                   | Genco Özak                | 3-40      | Hermano de Hasan Tahsin |
| Veronika                 | Senan Kara                | 1-31      | Esposa de Vasili. |
| Ali Kemal / Dimitri      | Kubilay Aka               | 1-31      | Hijo mayor de Cedvet y Azize. |
| Vasili                   | Baki Davrak               | 1-31      | Comandante griego que llevó a cabo la invasión de Esmirna. |
| Halide Edib              | Selma Ergeç               | 10-11     | Escritora. Líder nacionalista y activista turca. |

## Temporadas
| Temporada | Temporada | Episodios | Rango de episodios | Emisión original       | Emisión original   |
| Temporada | Temporada | Episodios | Rango de episodios | Inicio                 | Final              |
| --------- | --------- | --------- | ------------------ | ---------------------- | ------------------ |
|           | 1         | 31        | 1 - 31             | 27 de octubre de 2016  | 8 de junio de 2017 |
|           | 2         | 28        | 32 - 59            | 9 de noviembre de 2017 | 7 de junio de 2018 |

## Producción

### Rodaje
Las grabaciones comenzaron en agosto de 2016 en las locaciones de Estambul, Esmirna y la Región del Egeo. Adicionalmente se construyó un set en Estambul para recrear el paseo costero de Esmirna y los barrios de la época. El rodaje del primer capítulo duró entre 35 y 40 días.

## Premios y nominaciones
| Año  | Premios               | Categoría               | Nominado(a)                     | Resultado | Ref.  |
| ---- | --------------------- | ----------------------- | ------------------------------- | --------- | ----- |
| 2017 | Premios Altın Kelebek | Mejor serie de drama    | Vatanım Sensin                  | Ganadora  | [ 6 ] |
| 2017 | Premios Altın Kelebek | Mejor guionista         | Nuran Evren Şit                 | Ganadora  | [ 6 ] |
| 2017 | Premios Altın Kelebek | Mejor actriz revelación | Miray Daner                     | Ganadora  | [ 6 ] |
| 2017 | Premios Altın Kelebek | Mejor director          | Durul Taylan - Yağmur Taylan    | Nominados |       |
| 2017 | Premios Altın Kelebek | Mejor pareja de serie   | Miray Daner - Boran Kuzum       | Nominados |       |
| 2018 | Premios Altın Kelebek | Mejor actriz            | Bergüzar Korel                  | Nominada  | [ 7 ] |
| 2018 | Premios Altın Kelebek | Mejor actor             | Halit Ergenç                    | Nominado  | [ 7 ] |
| 2018 | Premios Altın Kelebek | Mejor director          | Taylan Kardeşler - Burak Arlıel | Nominados | [ 7 ] |
| 2018 | Premios Altın Kelebek | Mejor música de serie   | Yıldıray Gürgen                 | Nominado  | [ 7 ] |
| 2018 | Premios Altın Kelebek | Mejor pareja de serie   | Bergüzar Korel - Halit Ergenç   | Nominados | [ 7 ] |